# ليوبولد لودفيغ
ليوبولد لودفيغ (بالألمانية: Leopold Ludwig)‏ هو موزع ألماني، ولد في 12 يناير 1908 في أوسترافا في التشيك، وتوفي في 24 أبريل 1979 في هامبورغ في ألمانيا.

## وصلات خارجية
- ليوبولد لودفيغ على موقع IMDb (الإنجليزية)
- ليوبولد لودفيغ على موقع مونزينجر (الألمانية)
- ليوبولد لودفيغ على موقع ميوزك برينز (الإنجليزية)
- ليوبولد لودفيغ على موقع أول موفي (الإنجليزية)
- ليوبولد لودفيغ على موقع أول ميوزيك (الإنجليزية)
- ليوبولد لودفيغ على موقع ديسكوغز (الإنجليزية)